# ۳ محرم
۳ محرم، سومین روز از ماه محرم در تقویم هجری قمری است.
در تقویم هجری قمری قراردادی این روز سومین روز سال است.

## وقایع
- روز آزاد شدن حضرت "یوسف (ع)" از زندان و استحباب روزه برای رفع هر گرفتاری
- دعوت جهانی توسط پیامبر اسلام (۷ ق)
- ۶۱ قمری - ورود سپاه "عمر بن سعد" به سرزمین کربلا[۱]
- تعطیلی مجلس شورای ملی در پی اولتیماتوم روسیه به مجلس در زمان احمدشاه (۱۳۳۰ ق)

## زادگان
- «ابن خَلّوف» کاتب و شاعر مسلمان (۸۲۹ ق)

## درگذشتگان
- ۱۲۸۹ – موسی محسنی،  فقیه جعفری، نویسندهٔ دینی و شاعر عربی ایرانی قاجاری.
- حسینعلی منتظری (۱۴۳۱ قمری)